# Tim Declercq
Tim Declercq (ur. 21 marca 1989 w Leuven) – belgijski kolarz szosowy.
Declercq uznawany jest za jednego z najlepszych kolarskich pomocników – w kwietniu 2020 w głosowaniu portalu Cycling News przeprowadzonym wśród zawodowych kolarzy został wybrany najlepszym pomocnikiem w peletonie, a w latach 2018–2020 trzykrotnie z rzędu otrzymał tytuł „Kryształowej Kropli Potu” (niderl. Kristallen Zweetdruppel) przyznawanej dla najlepszego belgijskiego pomocnika w ramach nagród Kryształowych Rowerów (niderl. Kristallen Fiets). Ze względu na swoje umiejętności nosi przydomek „El Tractor”.
Jego młodszy brat, Benjamin Declercq, również jest kolarzem, a ich ojciec, Karel Declercq jest kabareciarzem.

## Osiągnięcia
Opracowano na podstawie:

2006
- 2. miejsce w Route de l'Avenir

2007
- 1. miejsce na 1. etapie Sparkassen Münsterland Giro

2011
- 1. miejsce w mistrzostwach Belgii U23 (start wspólny)

2012
- 1. miejsce w Internationale Wielertrofee Jong Maar Moedig

2013
- 1. miejsce w Internationale Wielertrofee Jong Maar Moedig

2016
- 3. miejsce w Grand Prix de la Ville de Lillers

2019
- 1. miejsce w klasyfikacji górskiej Volta ao Algarve

2020
- 2. miejsce w Driedaagse Brugge-De Panne

## Rankingi
| Rok             | 2010  | 2011 | 2012 | 2013 | 2014 | 2015  | 2016 | 2017  | 2018  | 2019  | 2020 | 2021  | 2022 | 2023  | 2024  |
| --------------- | ----- | ---- | ---- | ---- | ---- | ----- | ---- | ----- | ----- | ----- | ---- | ----- | ---- | ----- | ----- |
| UCI World Tour  |       |      |      |      |      |       | -    | 413.  | 257.  |       |      |       |      |       |       |
| World Ranking   |       |      |      |      |      |       | 334. | 1954. | 1140. | 1166. | 103. | 1792. | 911. | 1264. | 1892. |
| UCI Europe Tour | 1006. | -    | 234. | 160. | 764. | 1056. | 166. | 1396. | 1479. | 821.  | 86.  | 1230. | 667. | -     | -     |
| UCI Asia Tour   | -     | -    | -    | -    | -    | -     | 504. | -     | 639.  |       |      |       |      |       |       |
|                 |       |      |      |      |      |       |      |       |       |       |      |       |      |       |       |
| Źródło: UCI     |       |      |      |      |      |       |      |       |       |       |      |       |      |       |       |